# طاقة مدجزرية
فكرة واختراع عبدالمجيد بن محمد بن بدرالدين يةسف
طاقة المد والجزر أو الطاقة القمرية هي نوع من طاقة الحركة التي تكون مخزّنة في التيارات الناتجة عن المد والجزر الناتجة بطبيعة الحال عن جاذبية القمر والشمس ودوران الأرض حول محورها وعليه تـُصنف هذه الطاقة على انها طاقة متجددة.
الكثير من الدول الساحلية بدأت الاستفادة من هذه الطاقة الحركية لتوليد الطاقة الكهربائية وبالتالي تخفيف الضغط عن محطات الطاقة الحرارية، والنتيجة تخفيف التلوث الصادر عن المحطات الحرارية التي تعمل بالفحم أو بالبترول.

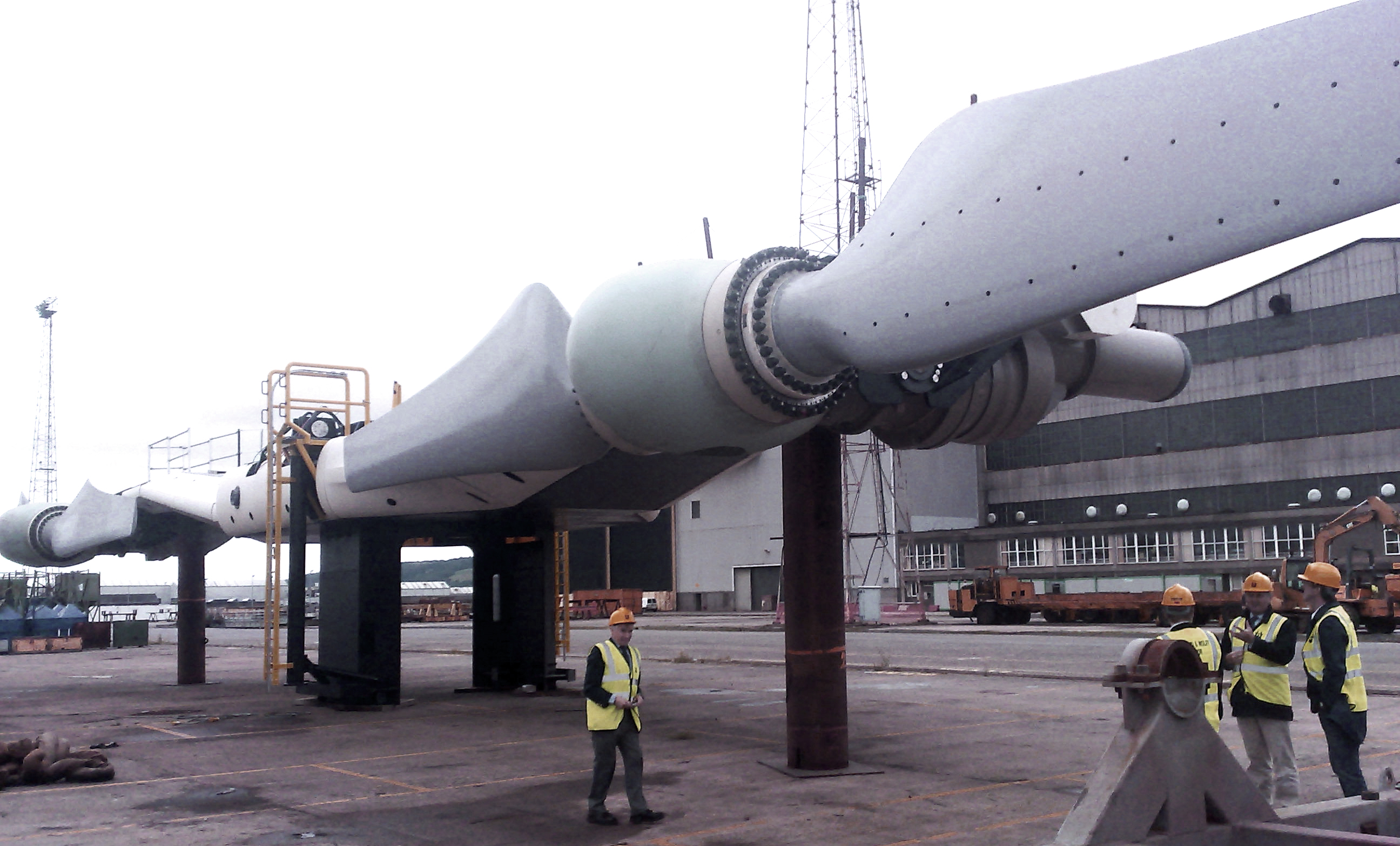
مروحة التوربين قبل تركيبها

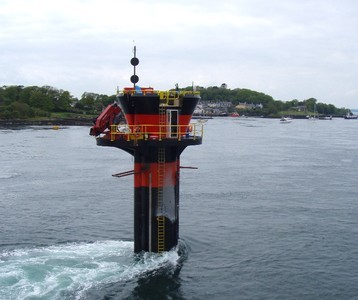
SeaGen، أول محطة في العالم لتوليد الطاقة من المد والجزر بطريقة الأبراج وبشكل تجاري، لاحظ سرعة المياه وقوتها بعد اصطدامها ببرج التثبيت.

## طرق الاستغلال
توجد طريقتان أساسيتان لتوليد الطاقة الكهربائية باستغلال ظاهرة المد والجزر:
1. طريقة بناء السدود كما هو منفـّذ في محطة Rance بفرنسا والتي بُنيت عام 1966 وتعمل بقوة 240 ميجا وات (أنظر الصورة أسفله). بُني هذا السد للتحكم في التيارات الناتجة عن المد والجزر وتوجيه هذه التيارات بطريقة تمر في فتحات التوربينات أو المراوح.

هذه التوربينات شبيهة بالمرواح التي تُستخدم لتوليد الطاقة من الريح ولكن في حالتنا ثـُبتت 24 مروحة على سد بطول إجمالي قدره 750 متر ويحجز 184 مليون متر مكعب من الماء. كل مروحة متصلة بتوربين يولد قوة 10 ميجاوات من الكهرباء. وقد بُني هذا السد عند مصب نهر الرانس. تُنصب هذه المراوح تحت سطح المياه في فتحات وبفعل التيارات المائية تدور هذه التوربينات وعبر ناقل الحركة نقوم بمضاعفة عزم الدوران ومن ثم نستفيد من هذا العزم لتحريك المولد الكهربائي الذي يعمل بمجال مغناطيسي ويقوم بتوليد الطاقة الكهربائية.
- هذه التوربينات قد تستخدم أيضاً الطاقة الفائضة من المحطات الأخرى ساعة الطلب الخفيف على الكهرباء، لأعادة ملئ الأحواض بالماء، وإعادة استخدام الماء لتوليد الكهرباء في أوقات الذروة، ولكن استخدام هذه التكنولوجيا تعتمد على وجود الأماكن المناسبة عند مصبات الأنهار مثلا أو في مضايق البحار، وهناك تقام السدود لاستخدامها.
- وللاستفادة من تيارات المد والجزر التي هي بطبيعة الحال معكوسة الاتجاه، لابد من تركيب المروحة على رأس متحرك ليتناسب مع اتجاه التيارات وبالتالي رفع نسبة الاستغلال، ويميز هذه التكنولوجيا إذا ما قورنت بتكنولوجيا توليد الطاقة من الريح ان كثافة المياه أعلى من كثافة الهواء، وبالتالي يكون توليد الطاقة من الجزر للمروحة الواحدة أعلى عنه بالمقارنة بتوليدالكهرباء بواسطة الرياح، ويتم ذلك عند سرعة دوران منخفضة من خلال استخدام ناقل الحركة.
- بالإضافة إلى المحطة الفرنسية التي تعمل بالمد والجزر، تبعتها محطة بكندا عام 1984 عند منطقة نوفاسكوتيا بقوة كهربائية قدرها 20 ميجاوات. كما بنت الصين عام 1986 في ولاية كسينجيانج محطة بقوة 10 ميجاوات. وأكبر محطة تضم10 مولدات كهربائية مولد كهربائي، يولد كل منها طاقة كهربائية قدرها 26 ميجاوات، أي بقوة كلية 260 ميجاوات تـُبنى حاليا ً في سيهوا بكوريا الجنوبية.
- وفي إنجلترا توجد تحت التخطيط محطة عملاقة عند مصب نهر سيفرن نهر سيفرن بين كاردف ومدينة بريستول ب 216 توربين سوف تولد 8500 ميجاوات، وسوف تغطي 5% من احتياجات إنجلترا من القوة الكهربائية. إلا أن ذلك المشروع يواجه معارضة من قبل جماعات المحافظة على البيئة.

2. طريقة الأبراج: تعتمد تلك الطريقة على تثبيت مروحة أو مروحتان على برج متين بحيث تكون تلك المراوح تحت سطح الماء. وبنفس الطريقة المشروحة أعلاه تتحول طاقة حركة المروحة بواسطة المولد الكهربائي إلى كهرباء. والصورة المجاورة (أنظر الصورة) توضح كيفية تثبيت المروحة على البرج وهي لمحطة تجريبة بـُنيت عام 2002 بشمال إيرلندا وقوتها 300 كيلوات تقريباً، ونلاحظ في الصورة أن المروحة قد رُفعت فوق سطح الماء لإجراء أعمال الصيانة.
- أيضا في سترانجفورد بشمال إيرلندا بُني البرج الجديد ويسمى SeaGen، وقدبدأ البرج إنتاج الكهرباء من التيارات البحرية والتي تصل سرعات المياه فيها نحو 50و2 متر في الثانية، وقد تصل أحيانا ً إلى 10 متر في الثانية. هذا البرج بمروحتيه ينتج كهرباء بقوة 2و1 ميجاوات، أي أن كل مروحة له تنتج نحو ضعف ما أنتجته المروحة السابقة، موديل 2002.
- تستغل تلك الطريقة التيارات المائية، ولا تشكل الأبراج عائقا بحريا ً كما في حالة بناء السدود. لهذا فهي أنسب من ناحية المحافظة على البيئة.

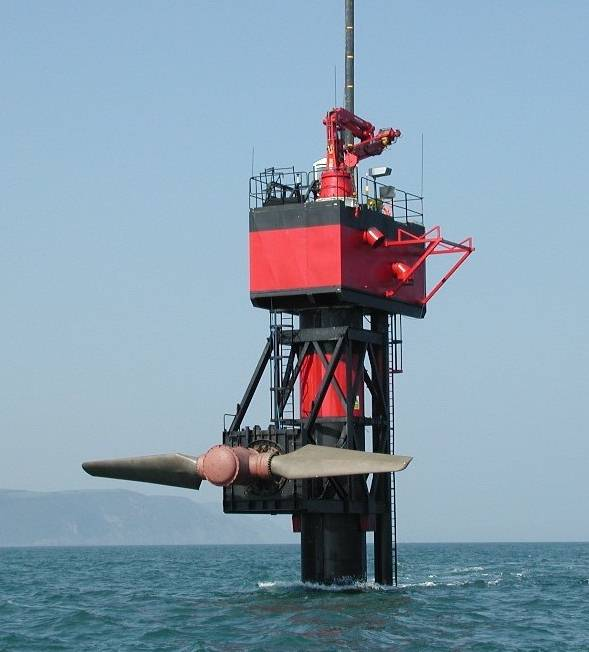
صورة توضح طريقة الأبراج، وهذه كانت تجريبية وبنيت عام 2003 بإيرلندا

## شروط الاستخدام والمنفعة الاقتصادية
لابد من إن يكون ارتفاع المد والجزر لا يقل عن 5 متر ولذلك يوجد في العالم 100 موقع يتوفر فيها هذا الشرط.
كما استخدام هذه التقنية في المياه المالحة يعرض القطع المعدنية المستخدمة إلى الصدأ وبالتالي لا بد من العناية والصيانة الدائمة وهذا ما قد يرفع من الأكلاف وبالتالي تدني الربح.

## محطات التوليد
أول معمل وأكبرها بني عام 1961 في Saint-Malo فرنسا وبدأ العمل به في عام 1966 ويبلغ ارتفاع المد والجزر في هذ المنطقة بين 12 و16 متر.
فقام الفرنسيين ببناء سد بطول 750 متر ونتجة عنه بحيرة بمساحة 22 كم مربع وبسعة 184 مليون مترمكعب وفي هذا السد 24 فتحة في كل منها هناك عنفة بقدرة 10 ميغاواط.
وبالتالي بقدرة 240 ميجاوات ككل، وقدرة توليد تساوي 600 مليون كيلو وات ساعة سنوياً، كما تجدر الإشارة بأن هذا السد يستخدم مبدأ تخزين الماء عبر الطاقة الكهربائية الفائضة من المعامل الأخرى في غير ساعات الذروة لإعادة استخدام هذ الطاقة المخزنة في الماء في أوقات الذروة.(هذا المبدأ تم شرحه أعلاه).
في كندا هناك أيضاً معمل أخر بنية عام 1984 بقدرة إنتاج 20 ميجاوات وهذا المعمل يستخدم للابحاث فهو لا يستفيد إلا من حركة المد.

## نسبة الاستغلال
تصل نسبة استغلال التيارات إلى 80% إذا تم طبعا استخدام احدث التكنولوجيا وبالمقارنة مع نسبة الاستغلال في المعامل الحرارية فهي نسبة مرتفعة جداً.

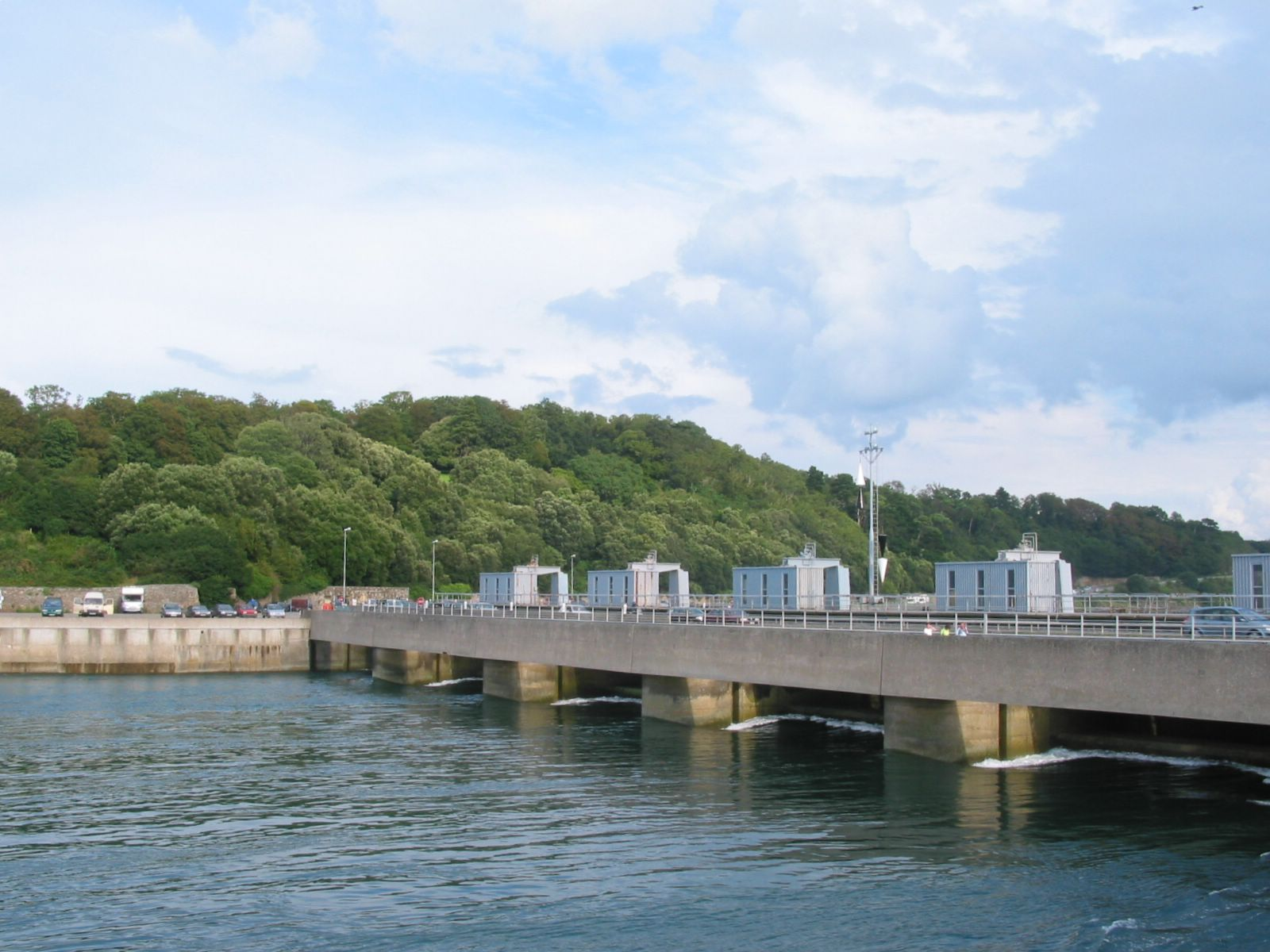
معمل Rance لتوليد الطاقة

## بيئيا
هذه الطاقة تحظى بتصنيف «صديق للبيئة» فهي لا تصدر أي غازات أو مخلفات سامة كما أنها تاخذ بعين الاعتبار الثروة السمكية فالكثير من الابحاث حاولت التقليل من المخاطر التي قد يتعرض لها السمك نتيجة مروره بالقرب من التوربين وقد استطاع الفرنسيين بالفعل تخفيض نسبة الضرر على الاسماك المارة من 15 بالمائة إلى 5 بالمائة.
من الاخطار التي يتعرض لها السمك المار:
- انخفاض الضغط
- الاصطدام بالمراوح

إن العالم بأسره يتطلع إلى مصادر بديلة للطاقة التقليدية (فحم-غاز-وقود) طاقة نظيفة ومتجددة فكانت هذه التطلعات إلى المصادر المتاحة حولنا وهي الشمس-الرياح-الماء. وكانت المحيطات والبحار منذ فترة طويلة المصدر المحتمل للطاقة البديلة حيث تحمل حركة المحيط طاقة على شكل مد وجزر وموجات وتيارات مائية حيث أن العالم يعتمد على 90% من طاقته الكهربائية على المصادر التقليدية وهناك بعض الدول التي كانت سباقة إلى استعمال هذه التقنية الحديثة مثل فرنسا وانكلترا والولايات المتحدة الأمريكية. منذ أربعين عاما مضت كان هناك اهتمام ثابت في تسخير قدرة المد والجزر وتم تركيز الاهتمام على مصبات الأنهار حيث تعبر حجوم كبيرة من الماء خلال قنوات ضيقة مما يزيد من سرعة الجريان ولكن كان هناك مشاكل بيئة كبيرة واجهت العلماء لتنفيذ هذه التقنية سوف نورد ذكرها لاحقا، لذلك لجأ العلماء إلى النظر إلى إمكانية استخدام التيارات الساحلية وفي التسعينيات تم انتشار الأسيجة المدية في القنوات بين الجزر الصغيرة وكان ذلك خيارا فعالا أكثر من وجودهما على مصبات الأنهار. وان الفرضية المحتملة الأخرى للحصول على الطاقة من المحيطات والبحار هي الاعتماد على فرق درجات الحرارة بين المياه السطحية والمياه الأعمق ولا تزال هذه الطريقة قيد الدراسة. على كل حال ما تزال التقنيات الصناعية لتجهيزات الطاقة المدية والجزرية في بدايتها أو طفولتها إن صح التعبير وسيكون هناك وقت طويل قبل أن تقدم هذه الطاقة الجديدة مساهمتها في توليد الطاقة أو دخولها في الاستغلال التجاري. ونريد التنويه هنا بأن توليد الطاقة باستخدام تدفق الماء ليس فكرة جديدة فقد سجل الفرنسي GIRARD أول براءة اختراع على الإطلاق باستخدامه أداة طاقة الموجة في شهر تموز 1799.

## أجزاء ومكونات المحطات المد الجزرية
إن مبدأ عمل المحطات المدية الجزرية يشبه إلى حد ما المحطات الإلكترومائية إلى أن السد في محطة المد والجزر أكبر بكثير من المحطة المائية. وتتكون المحطة المدية الجزرية من المكونات الرئيسية التالية:

### مكونات المحطة المدية
- إن المكون الأول لمركز توليد الطاقة المدية هو الحوض المدي أو المصب إن إيجاد المكان المناسب الذي يحتوي على المصب ضروري لنجاح هذه المحطة وهذا المصب لا يكون من صنع الإنسان وإنما يكون طبيعيا وان الحوض المدي يكون ميزة جغرافية وليس من السهولة إيجاده أو تصنيعه فالمصب المناسب يجب أن يكون مجسما ضخما من الماء المحاط كليا بالأرض مع فتحة صغيرة إلى البحر إن كمية الطاقة التي يمكن أن تولدها من هذه المحطة يتبع لحجم المصب فكلما زاد حجم المصب تزيد كمية الطاقة.
- إن المكون أو العنصر الثاني يؤثر في توليد الطاقة المدية هو الحاجز المدي هذا الحاجز يبدو مثل الحائط الذي يفصل الحوض المدي عند باقي البحر أسفل هذا الحاجز يكون مثبتا على قاع البحر وقيمة هذا الحاجز تكون فوق أعلى مستوى يمكن أن يصل إليه الماء من المد الأعظمي. الحاجزالمدي يؤدي غرض قطع مياه البحرعن الماء في مصب النهر لذا فالماء يمكن أ ن يحصر بطريقة أو أسلوب مفيد من أجل أحداث الطاقة المدية وهذا ماسنبحثه في عمل العنفات المدية.
- المكون الثالث لهذه المحطات هو بوابات التحكم وهي مناطق من الحاجز يستطيع الماء أن يتدفق بحرية من وإلى خارج المصب هذه البوابات ليست مفتوحة بشكل دائم حيث يتم التحكم بها بواسطة مشغلي مركز الطاقة لتحديد التدفق المناسب من الماء إلى العنفات المدية وهذه البوابات ليس لها موقع محدد على الحاجز المدي، البعض منها يكون محددا بشكل مباشر أمام وخلف العنفات المدية ويسمح للماء بالتدفق خلال العنفات وتوليد الكهرباء والبعض الأخر يكون بعيدا عن العنفة للسماح لمشغلي المركز بملء أو إفراغ المصب عند الرغبة.
- المكون الرابع في مركز توليد الطاقة المدية هي العنفات المدية نفسها هذه العنفات مرتبة ضمن الحاجز المدي وتستقر بالقرب من قاع أرضية البحر وتصمم هذه العنفات بأسلوب مماثل للعنفة البخارية. تقع العنفات بين موضع بوابات التحكم على كلا المصب وجانب البحر من الحاجز المدي عندما تفتح هذه البوابات يندفع الماء خلالها إلى العنفات ليسرع الشفرات وتوليد الكهربا ء.

## العنفات المد جزرية
وهناك تصميمان لمراكز توليد الطاقة المدية (من حيث نوع العنفات):

### النوع الأول
وحيدة التأثير وهذه المراكز تولد الطاقة من تدفق الماء عبر العنفات في اتجاه واحد فقط وشأنها شأن العنفات البخارية حيث لا تستطيع العمل عندما يدور البخار باتجاه معاكس. لا تستطيع العنفات في هذه المراكز العمل إلا عند مرور الماء في اتجاه واحد فقط، عندما ينخفض مستوى الماء في البحر بشكل مناسب تفتح بوابات التحكم المتمركزة أمام وخلف العنفات حتى يجبر الماء على التدفق من خلال العنفة وتتسارع الشفرات لتوليد الكهرباء تغلق بوابات التحكم عندما يصل مستوى الماء في المصب إلى مستوى الماء المدي المنخفض في البحر يعود مستوى الماء في البحر للارتفاع بالمد العالي وتبدأ دورة ثانية وهكذا.

### النوع الثاني
ثنائية التأثير تعمل العنفات ثنائية التأثير بنفس مبدأ الوحيدة التأثير تقريباً تبدأ الدورة كدورة وحيدة التأثير مع أن مستوى الماء في المصب ينخفض ويرتفع مستوى الماء في البحر بالشروط المدية تفتح بوابات التحكم أمام وخلف العنفات لذلك يندفع الماء خلال العنفات لتوليد الكهرباء، عندما يصبح مستوى الماء داخل المصب بنفس مستوى الماء في البحر تغلق بوابات التحكم. يبقى مستوى الماء في المصب مرتفع والماء في البحر سوف يصل لحالة المد المنخفض. عندما ينخفض مستوى مياه البحر بما فيه الكفاية يعاد فتح البوابات أمام وخلف العنفة ويتدفق الماء خارج المصب من خلال العنفات حيث تولد الكهرباء عند مرور الماء على الشفرات في الاتجاهين وهذا ابتكار جديد في تقنية الطاقة الحديثة حيث تصمم الشفرات للفتل والتسريع بنفس الاتجاه بغض النظر من اتجاه تدفق الماء عليها ويبين الشكل التالي الدورة المدية للعنفات ثنائية التأثير: العنفات ثنائية التأثير وبالمقارنة بين هذين النوعين نجد انه من البديهي ان العنفات ثنائية التأثير سوف تولد كمية من الطاقة أكبر بمرتين من الطاقة التي تولدها العنفات أحادية التأثير ولكن عمليا لا يمكن للعنفات ثنائية التأثير أن تولد هذه الكمية بسبب ضياعات الوقت بسبب إغلاق وفتح بوابات التحكم ثنائية التأثير.

## الدول التي تستفيد من هذه الطاقة
| الدولة           | المنطقة                    | الارتفاع الوسطي للمد والجزر (m) | مساحة المد والجزر (km²) | الطاقة القصوى (MW) |
| أرجنتين          | San Jose ‏                  | 5.9                             | -                       | 6800               |
| أستراليا         | Secure Bay                 | 10.9                            | -                       | ?                  |
| كندا             | Cobequid                   | 12.4                            | 240                     | 5338               |
| كندا             | Cumberland                 | 10.9                            | 90                      | 1400               |
| كندا             | Shepody                    | 10.0                            | 115                     | 1800               |
| كندا             | Passamaquoddy              | 5.5                             | -                       | ?                  |
| الهند            | كوتش                       | 5.3                             | 170                     | 900                |
| الهند            | Cambay                     | 6.8                             | 1970                    | 7000               |
| كوريا الجنوبية   | Garolim                    | 4.7                             | 100                     | 480                |
| كوريا الجنوبية   | Cheonsu                    | 4.5                             | -                       | -                  |
| مكسيك            | Rio Colorado               | 6-7                             | -                       | ?                  |
| مكسيك            | Tiburon                    | -                               | -                       | ?                  |
| بريطانيا         | نهر سيفرن                  | 7.8                             | 450                     | 8640               |
| بريطانيا         | مارسيي                     | 6.5                             | 61                      | 700                |
| بريطانيا         | Strangford Lough           | -                               | -                       | -                  |
| بريطانيا         | كنوي (ويلز)                | 5.2                             | 5.5                     | 33                 |
| الولايات المتحدة | Passamaquoddy Bay, Maine   | 5.5                             | -                       | ?                  |
| الولايات المتحدة | Knik Arm, ألاسكا           | 7.5                             | -                       | 2900               |
| الولايات المتحدة | Turnagain Arm, ألاسكا      | 7.5                             | -                       | 6501               |
| الولايات المتحدة | مضيق جولدن جيت, California | ?                               | -                       | ?                  |
| روسيا            | ميزين                      | 9.1                             | 2300                    | 19200              |
| روسيا            | Tugur                      | -                               | -                       | 8000               |
| روسيا            | Penzhinskaya Bay           | 6.0                             | 20,500                  | 87,000             |
| جنوب أفريقيا     | قناة موزمبيق               | ?                               | ?                       | ?                  |
| نيو زلندا        | Kaipara Harbour            | 2.10                            | 947                     | 200+               |